# Ali Özen
Ali Özen (ur. 18 lipca 1971) – turecki zapaśnik w stylu wolnym. Olimpijczyk z Sydney 2000, gdzie zajął 18. miejsce w kategorii 85 kg.
Czwarty w mistrzostwach świata w 1999 i mistrzostwach Europy w 1998 i 2001. Brąz na igrzyskach dobrej woli w 1998 roku.